# Плауен
Плауен (на немски: Plauen, на чешки: Plavno) е град в Германия. Административен център на окръг Фогтланд, провинция Саксония. Населението на града през 2011 година е 65 738 души.

## История
Градът е основан от славяните през 12 век и е приет в Кралство Бохемия през 1327 г. След пленяването на архиепископа на Магдебург през 1384 от Леополд фон Бредов става част от Кралство Саксония през 1806 година по време на Наполеоновите войни.
В края на 19 век, Плауен става текстилен център за производство, специализиран в производството на дантела. Около 1910 Плауен, достига своя връх на населението през 1910 г. населението е 121 000 души, а през 1912 год 128000 души.
От 1945 г., Плауен попада в сферата на влияние на Сталин. От 1949-1990 е в Германската демократична република. Първата демонстрация срещу социалистическия режим в ГДР започна в Плауен на 7 октомври 1989 г. и това е началото на серия от масови демонстрации в цялата ГДР, които неизбежно доведеждат до обединението на Германия през 1990 година. Плауен е първият град в Източна Германия след падането на Берлинската стена с ресторант „Макдоналдс“.